# Maoshan Dao
Maoshan Dao (kinesiska: 茅埏岛) är en ö i Kina. Den ligger i provinsen Zhejiang, i den östra delen av landet, omkring 240 kilometer söder om provinshuvudstaden Hangzhou. Arean är 5,0 kvadratkilometer. Den sträcker sig 3,3 kilometer i nord-sydlig riktning, och 2,8 kilometer i öst-västlig riktning.  Trakten runt Maoshan Dao består till största delen av jordbruksmark.
Genomsnittlig årsnederbörd är 2 023 millimeter. Den regnigaste månaden är juni, med i genomsnitt 334 mm nederbörd, och den torraste är januari, med 74 mm nederbörd.